# Joan Freeman

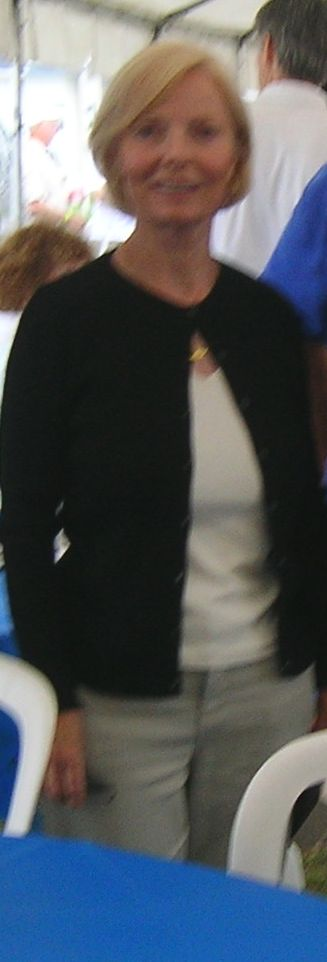
Joan Freeman (2008)

Joan Freeman (* 8. Januar 1942 in Council Bluffs, Iowa) ist eine ehemalige US-amerikanische Schauspielerin.

## Leben und Wirken
Freeman begann ihre Laufbahn bereits im Alter von 7 Jahren als Kinderdarstellerin, als sie in der Fernsehserie Sandy Dreams neben Richard Beymer und Jill St. John auftrat. Es folgten weitere Auftritte als Jungschauspielerin in verschiedenen Serien und Filmprojekten, ehe sie 1962 im Science-Fiction-Film Panik im Jahre Null ihre erste größere Filmrolle spielen konnte. Es schlossen sich weitere nennenswerte Rollen in Filmen wie Der Massenmörder von London, The Three Stooges Go Around the World in a Daze und Nebraska an.
1964 verkörperte Freeman im Musikfilm König der heißen Rhythmen ihre wohl bekannteste Filmrolle als Geliebte von Elvis Presley. 1967 spielte sie in The Fastest Guitar Alive erneut in einem Musikfilm einen größeren Part. Im selben Jahr spielte sie auch in der Astronauten-Komödie The Reluctant Astronaut an der Seite von Don Knotts die weibliche Hauptrolle. In den Jahren danach kehrte Freeman überwiegend zum Fernsehen zurück und hatte Gastauftritte in diversen Fernsehserien wie Bonanza, Quincy, Dr. med. Marcus Welby und CHiPs. Eine letzte Filmrolle spielte sie 1984 im Horrorfilm Freitag der 13. – Das letzte Kapitel.
Nach 1994 zog Freeman sich aus dem Filmgeschäft zurück, nachdem sie letztmals als Schauspielerin in einer Folge der Fernsehserie Renegade – Gnadenlose Jagd auftrat.

## Filmografie (Auswahl)

### Kino
- 1951: Pistol Harvest
- 1953: Ärger auf der ganzen Linie (Trouble Along the Way)
- 1956: Moderne Jugend (Teenage Rebel)
- 1959: Der ehrbare Bigamist (The Remarkable Mr. Pennypacker)
- 1961: Happy End im September (Come September)
- 1962: Panik im Jahre Null (Panic in Year Zero!)
- 1962: Der Massenmörder von London (Tower of London)
- 1962: Mooncussers
- 1963: The Three Stooges Go Around the World in a Daze
- 1963: Munroe (Fernsehfilm)
- 1964: König der heißen Rhythmen (Roustabout)
- 1965: Nebraska (The Rounders)
- 1967: The Reluctant Astronaut
- 1967: The Fastest Guitar Alive
- 1977: Mission Overkill (Warhead)
- 1978: Wolfsmond (Deathmoon) (Fernsehfilm)
- 1982: Verhext (Jinexed!)
- 1984: Freitag der 13. – Das letzte Kapitel (Friday the 13th: The Final Chapter)